# Toren van Siza
De Toren van Siza is een 54 meter hoge torenflat in het centrum van de Nederlandse stad Maastricht, gelegen op de kop van de Avenue Céramique in het stadsdeel Wyck-Céramique. Het in 2001 voltooide gebouw van de Portugese architect Álvaro Siza Vieira bevat 41 luxe appartementen, verdeeld over zeventien verdiepingen. Het is daarmee het hoogste woongebouw in Maastricht.

## Geschiedenis
Het terrein waarop sinds 2001 de Toren van Siza staat, lag tot 1867 net binnen de stadsmuur van Wyck. Het terrein lag in de zuidoostelijke hoek van Wyck, in de bocht van het straatje Hoge en Lage Barakken, waar voornamelijk kazernes ("barakken") lagen. Iets ten zuiden van dit terrein lag het zestiende-eeuwse Parmabastion, waarvan omstreeks 1990 restanten zijn opgegraven en waarvan de contouren zichtbaar zijn gemaakt in het plaveisel van de Avenue Céramique. Na de opheffing van de vesting in 1867 kwam het terrein in handen van de aardewerkfabriek Société Céramique, die in 1851 gesticht was als Clermont & Chainaye. De fabriekspoort lag aan de Hoge Barakken. In 1958 fuseerde de fabriek met de lokale concurrent De Sphinx, waarna de aardewerkproductie in Wyck geleidelijk werd afgebouwd. Omstreeks 1980 lag het fabrieksterrein grotendeels braak.
In 1988 kocht het pensioenfonds ABP, waarmee de gemeente Maastricht een publiek-private samenwerking was aangegaan, het 23 hectare grote Céramiqueterrein en begon de herontwikkeling. De meeste fabrieksgebouwen werden gesloopt. De architect en stedenbouwkundige Jo Coenen maakte een masterplan, waarbij de Avenue Céramique de belangrijkste noordzuid-as werd. Coenen nodigde een groot aantal (internationale) architecten uit om de diverse bouwblokken te realiseren. Voor het perceel in de bocht van de avenue, grenzend aan Oud-Wyck, werd de Portugese architect Álvaro Siza Vieira gevraagd, die ervaring had met het maken van soepele overgangen van oud naar nieuw. Siza ontwierp een drietal gebouwen, waarvan er één, de woontoren, in de as van de Avenue Céramique gesitueerd werd. De twee andere gebouwen liggen in de bocht van de avenue en aan het Hoogbrugplein. Het ontwerp van de toren onderging tussen 1990 en 1998 meerdere veranderingen. Zo had Siza oorspronkelijk een zich naar boven toe verjongende toren in gedachte, bekleed met lichtgroene keramische tegels en met vooruitstekende veranda's aan de avenue-zijde. Naarmate hij er langer aan werkte werd de toren slanker en transparanter. Het gerealiseerde ontwerp lijkt in niets op het oorspronkelijke.
In oktober 1999 ging de bouw van start. De opening vond plaats op 18 oktober 2001.

## Architectuur en gebiedsinrichting
Het door Álavaro Siza ontworpen gebouwencomplex in het noordelijk deel van Céramique bestaat uit drie afzonderlijke gebouwen: een 54 meter hoge woontoren, een daarop aansluitend woongebouw dat een kwart cirkel beschrijft (Arco Íris) en een kleinschaliger appartementenblok (A Fachada). De drie gebouwen staan, net zoals de gebouwen rondom Plein 1992, op een verhoogde plaat waaronder zich een parkeergarage bevindt. Door het subtiele hoogteverschil wordt men, komende vanuit het middeleeuwse Wyck, eraan herinnert dat men een andere wereld betreedt.

### Woontoren
De Toren van Siza bestaat uit twee verticale bouwvolumes, die gedeeltelijk ten opzichte van elkaar gedraaid zijn en een scharnierfunctie vervullen. Het linker bouwvolume (gezien vanaf de Avenue Céramique) sluit aan op het bouwblok La Résidence van Aurelio Galfetti en 'wijst' daardoor als het ware naar Plein 1992. Het rechtervolume geeft twee richtingen aan: de onderste zes verdiepingen volgen de richting van het linker bouwdeel; het gedeelte daarboven is iets gedraaid en sluit daardoor aan op het gebouw Arco Íris. Dit deel van de toren staat bovendien exact in de as van de avenue. Het linker bouwvolume is bekleed met zink; het rechter met wit Thassos marmer. De plinten reiken tot aan de eerste verdieping, links iets hoger opgetrokken dan rechts, en zijn voorzien van een luifel. Qua materiaalgebruik contrasteren ze met de rest van het gebouw: links wit marmer en rechts grijze hardsteen. Waar de twee torenhelften elkaar ontmoeten, op de scharnierpunten, is zowel aan de noord- als zuidzijde gebruik gemaakt van verdiepingshoge glazen puien, waardoor de volumes bijna los van elkaar lijken te staan. Het 'meebewegen met de bocht mee' is ook aan de kant van de Hoge Barakken toegepast. Met zijn 54 meter is de Toren van Siza het hoogste woongebouw in Maastricht, maar daarmee niet het hoogste bouwwerk. De kantoortoren van De Colonel (56 m), de Sint-Janstoren (79 m) en de Televisietoren Daalhof (86 m) zijn alle hoger.
Het gebouw bevat op de begane grond 800 m² commerciële ruimte, die verhuurd is aan een bank (aanvankelijk SNS, anno 2022 ABN AMRO). Op de verdiepingen daarboven zijn veertig huurappartementen gesitueerd, in vijf verschillende types en met huurprijzen variërend van € 1215 tot € 3775 (situatie 2022). Daarnaast bevindt zich op de bovenste verdieping een penthouse, waarvan het interieur tot in detail door Siza is ontworpen. Het bijbehorend dakterras ligt bovenop het rechter bouwdeel, dat om die reden een verdieping minder telt.

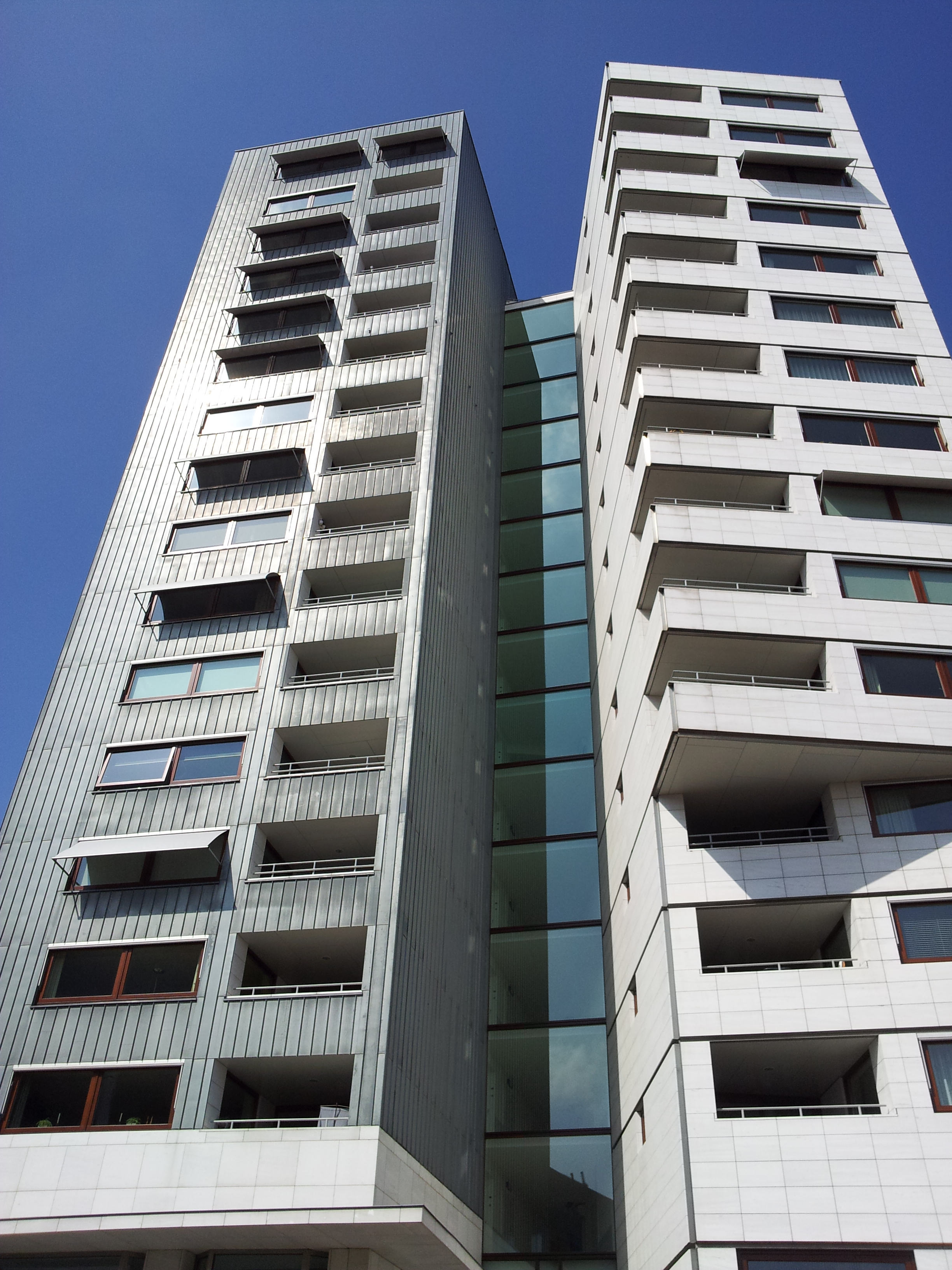
Zuidzijde
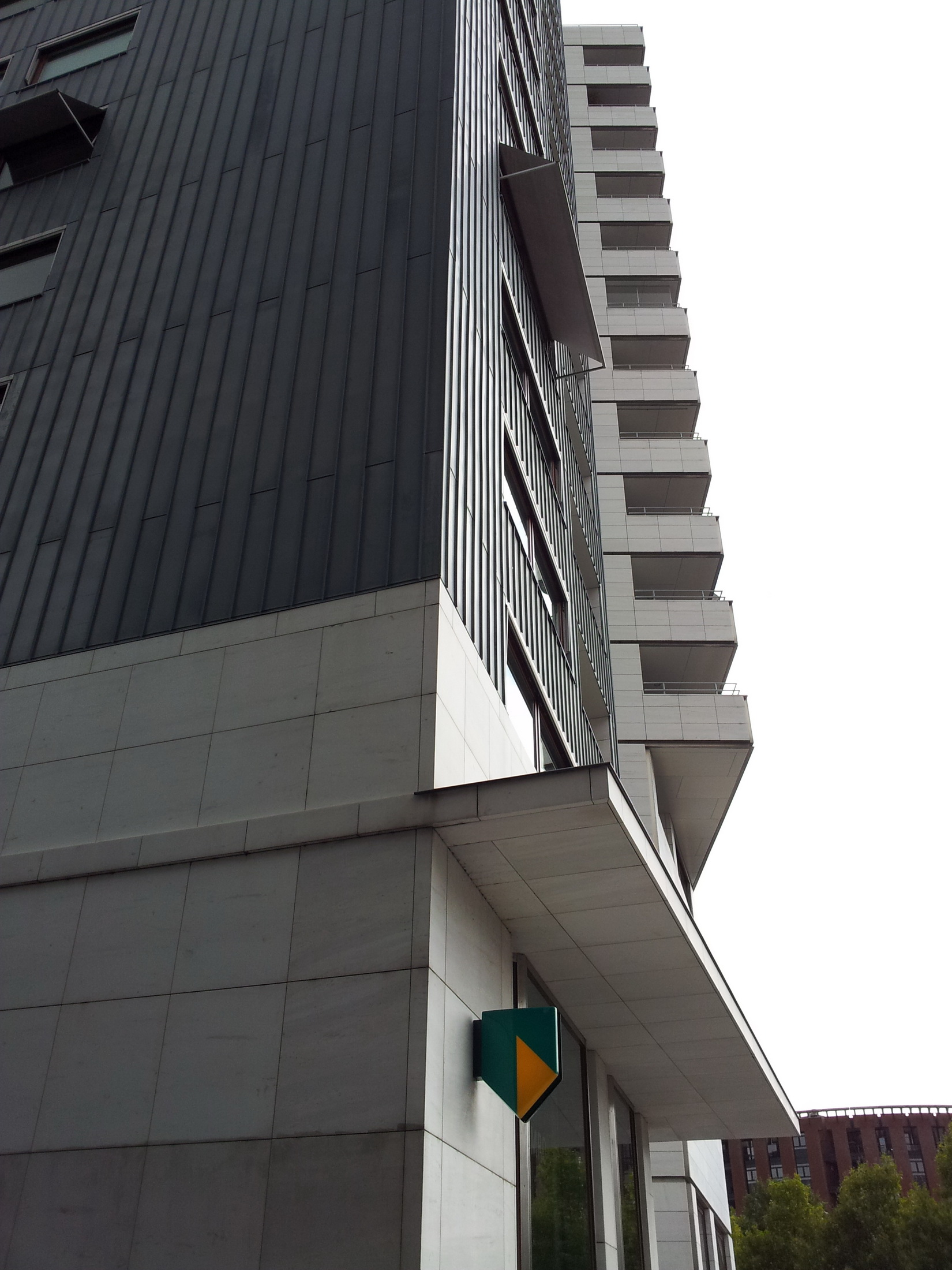
Detail zuidwestzijde
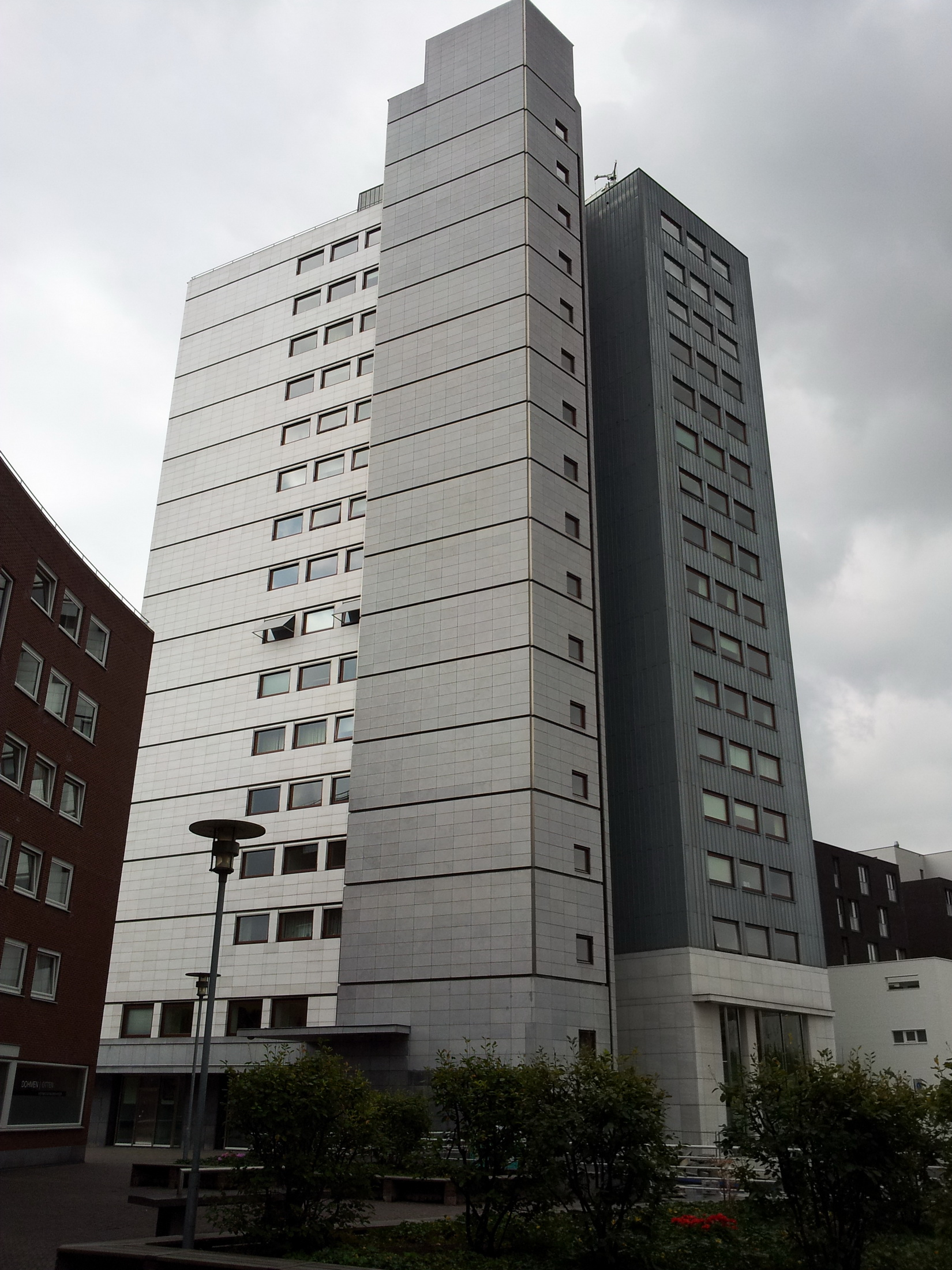
Noordoostzijde
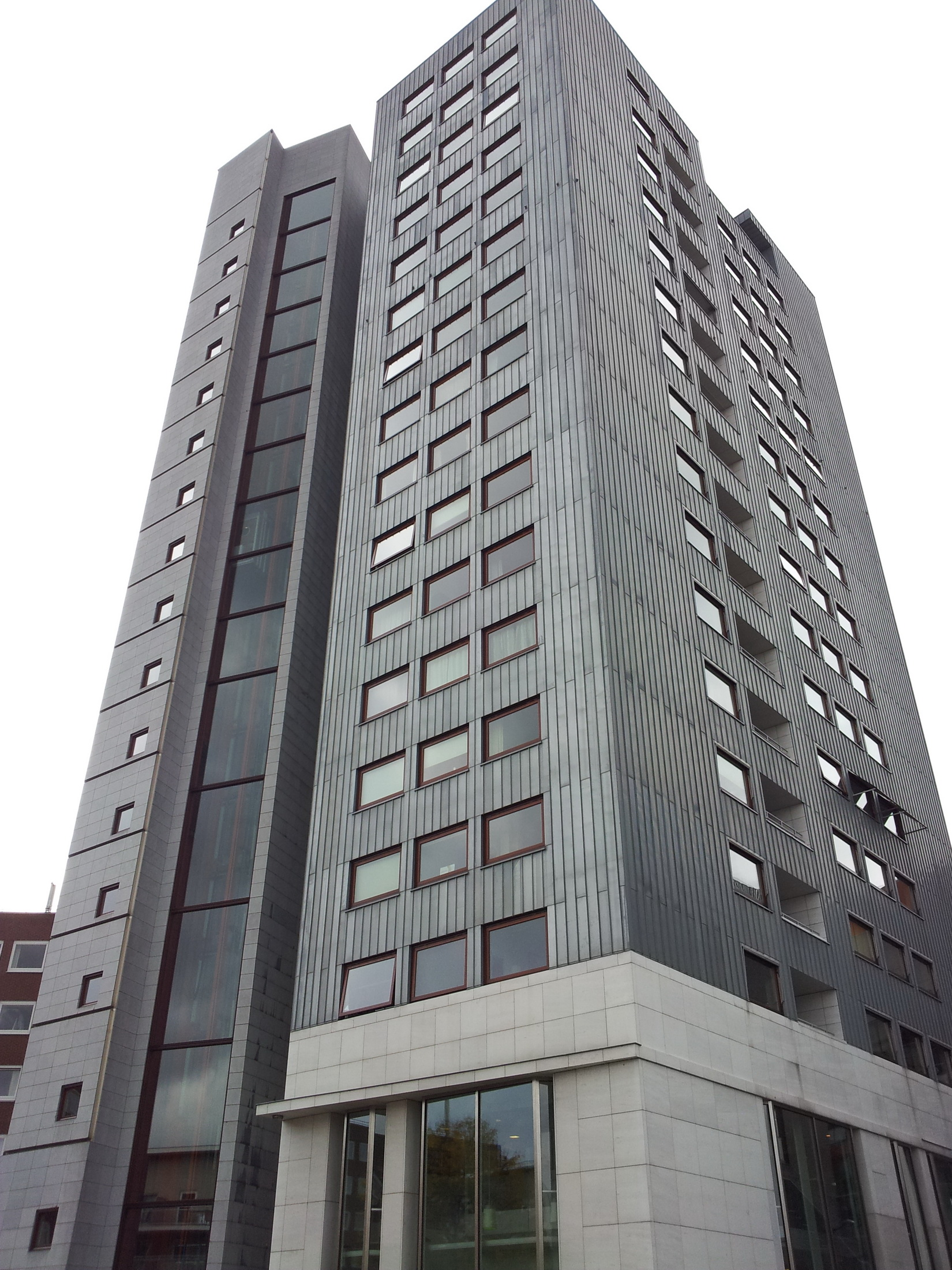
Noordwestzijde

### Arco Íris en A Fachada
Arco Íris betekent 'regenboog' in het Portugees. Het gebouw loopt met een boog mee met de binnenbocht van de Avenue Céramique, waar deze aansluit op de Wilhelminasingel. Op de begane grond bevinden zich enkele bedrijfsruimten. In de vijf bouwlagen daarboven is een veertigtal appartementen ondergebracht. Nabij de hoek met het Hoogbrugplein kraagt het gebouw iets uit, daarmee een afgeschuinde hoek vormend, kenmerkend voor de fin-de-siècle-architectuur in de Stationswijk. Het bakstenen gebouw is verder weinig opzienbarend. De hoekige loggia's zorgen voor wat dynamiek. De 'achtergevel' grenst aan een plantsoen aan de Hoge Barakken.
A Fachada betekent 'de gevel' in het Portugees. Het gebouw bestaat uit vier bouwlagen en bevat twaalf appartementen. De gevels zijn opgetrokken in grijswitte baksteen boven een hoge, hardstenen plint. Het platte, aan de voorkante afgeschuinde dak is bekleed met zink. De zijgevels zijn hoger opgetrokken en onttrekken daardoor de daklijn aan het zicht. De erkers op de eerste en tweede verdieping zijn in een hoek van 45 graden geplaatst. De achtergevel van A Fachada grenst aan hetzelfde plantsoen als Arco Íris en heeft een sterke horizontale geleding door de brede dakluifel en de doorlopende balkons.

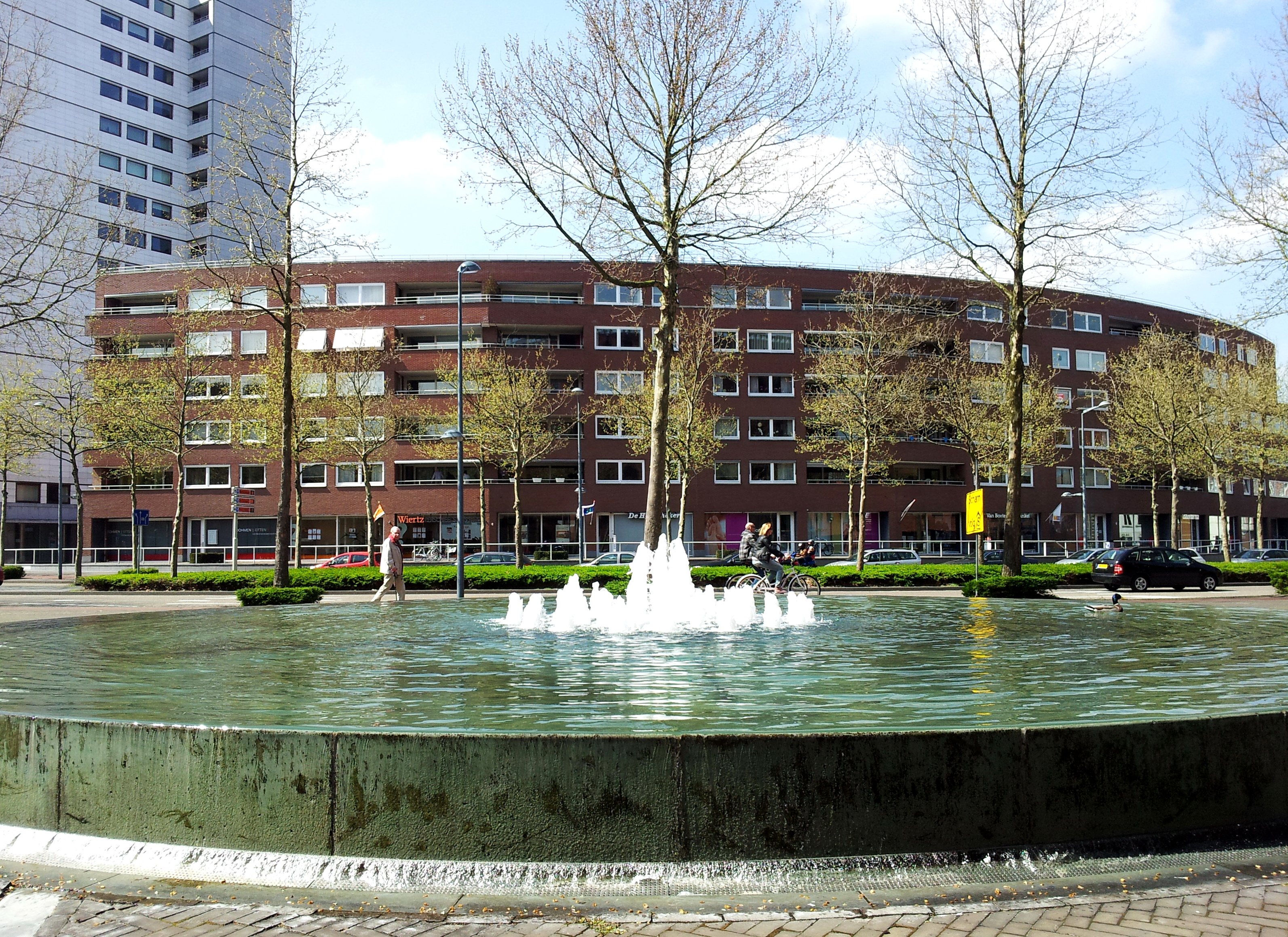
Arco Íris, oostzijde
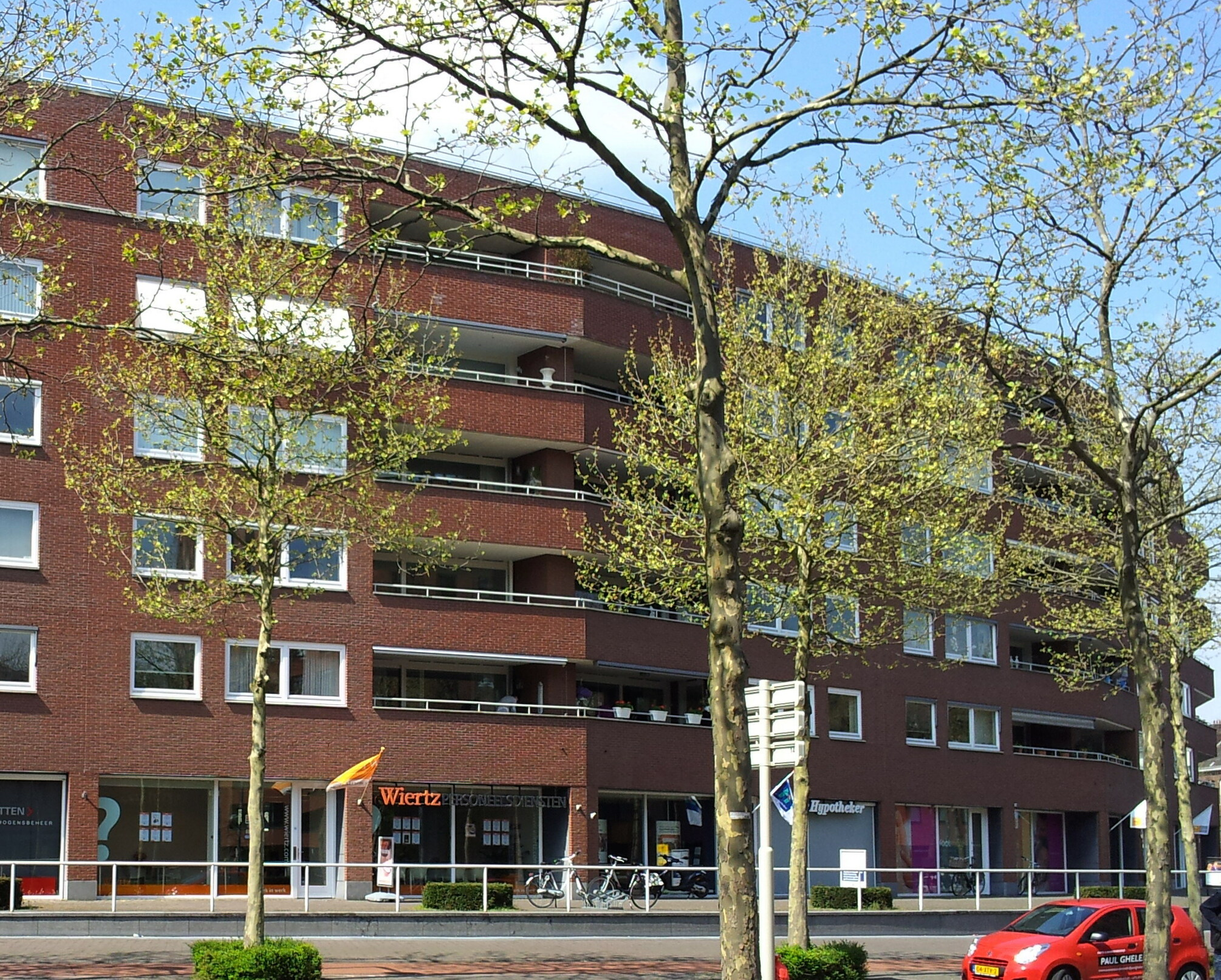
Arco Íris, detail oostgevel
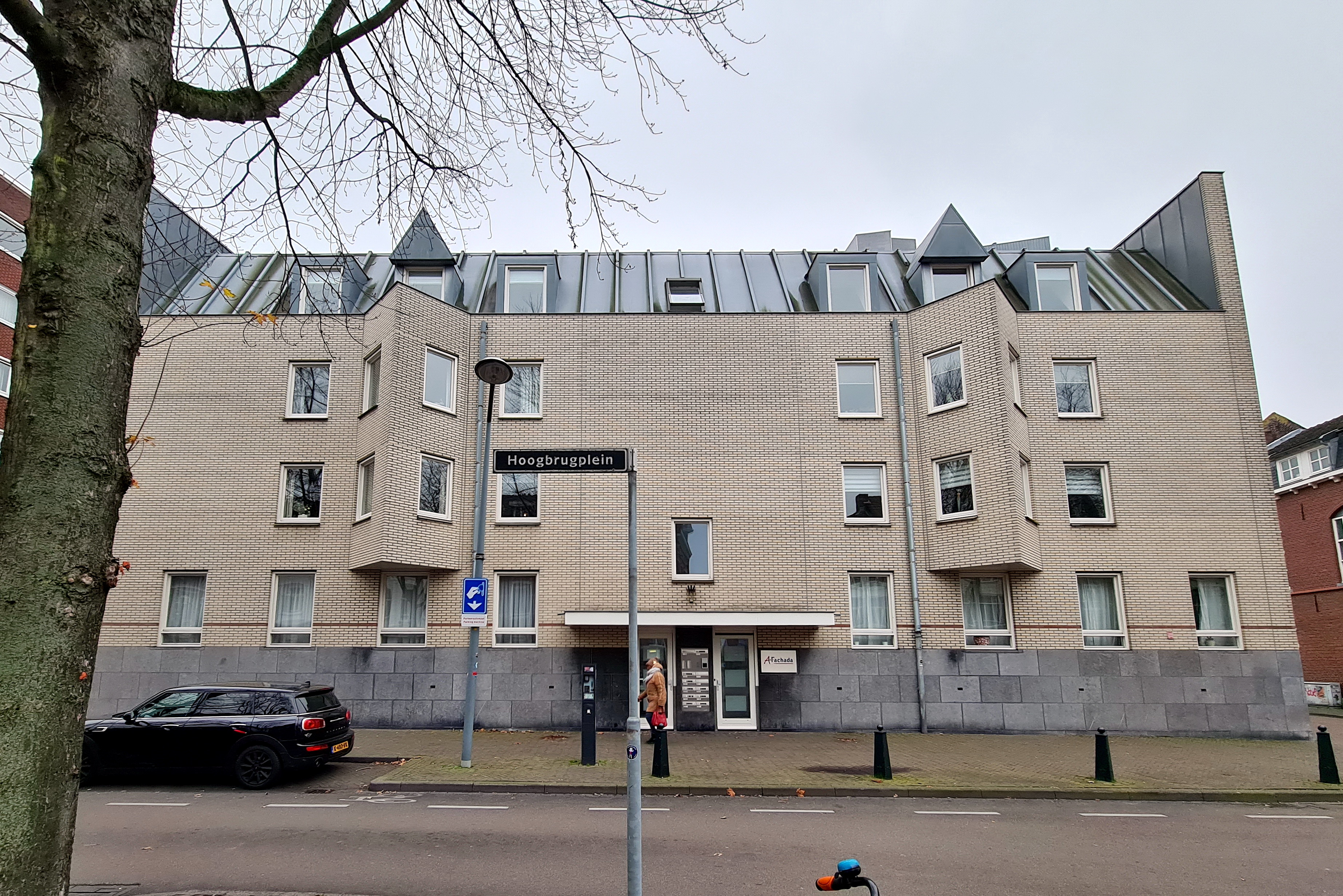
A Fachada, noordzijde
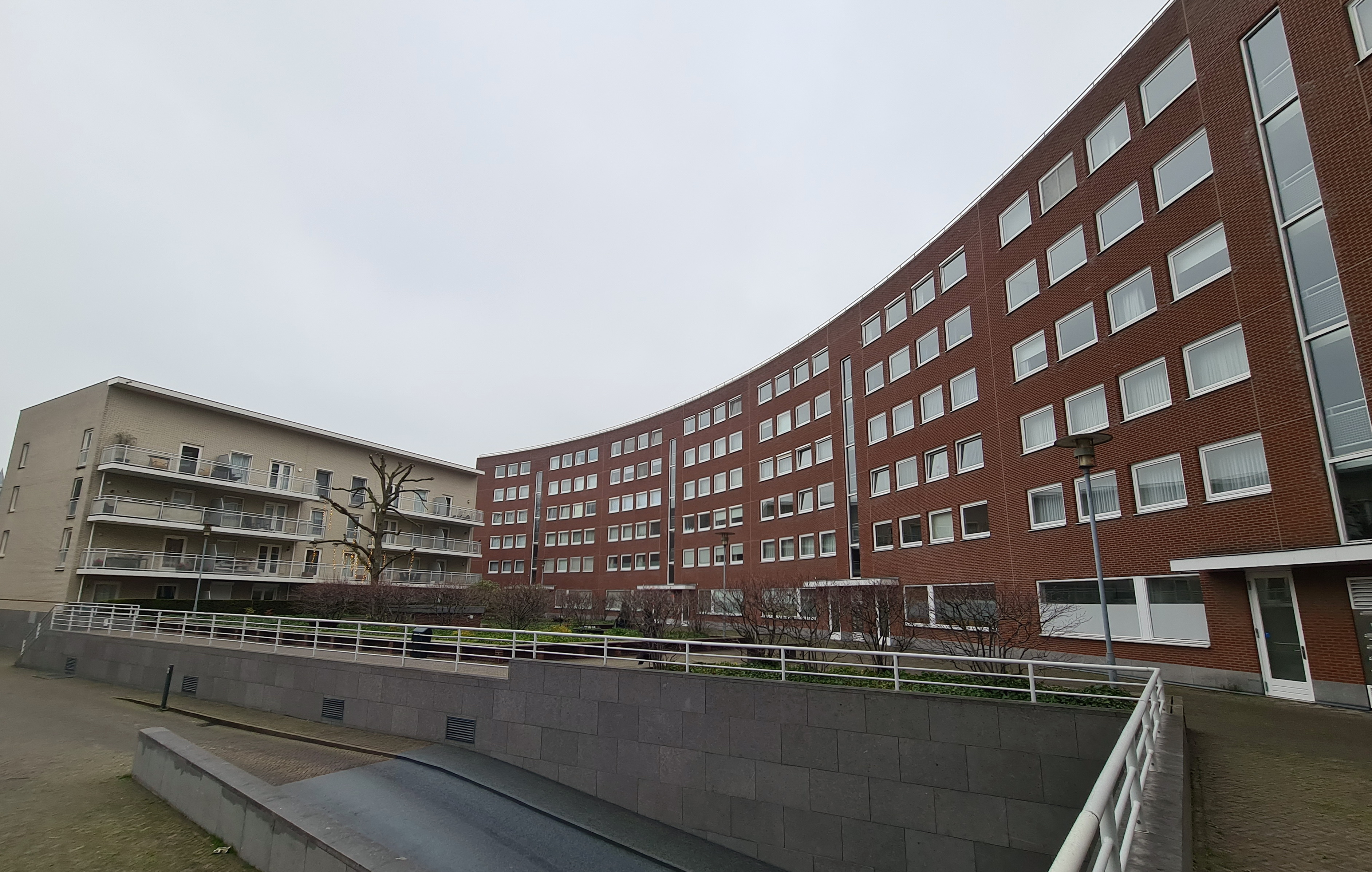
Hoge Barakken, 'achtergevels'

### Openbare ruimte
De vrij brede stoep aan de voet van de toren in de bocht van de Avenue Céramique kan gezien worden als een uitloper van Plein 1992. Het hoogteverschil tussen het plein en de avenue wordt geaccentueerd door een brede trappartij. In het plaveisel van rode klinkers is met een ander materiaal (keramiek?) de vorm aangegeven van het verdwenen Parmabastion. Verderop, op de rijweg en op het plein bij La Fortezza, zijn de contouren van het bastion in het wegdek gemarkeerd. De winkels in Arco Íris liggen aan een brede, verhoogde stoep, die door een balustrade wordt gescheiden van de lage stoep. Aan de kant van de Hoge Barakken is tussen de drie gebouwen van Siza een verhoogd plantsoen met zitbanken aangelegd. Hier bevindt zich ook de in- en uitrit van de private ondergrondse parkeergarage. Aan de westzijde van de toren ligt een licht hellend voetpad tussen Hoge Barakken en Plein 1992.

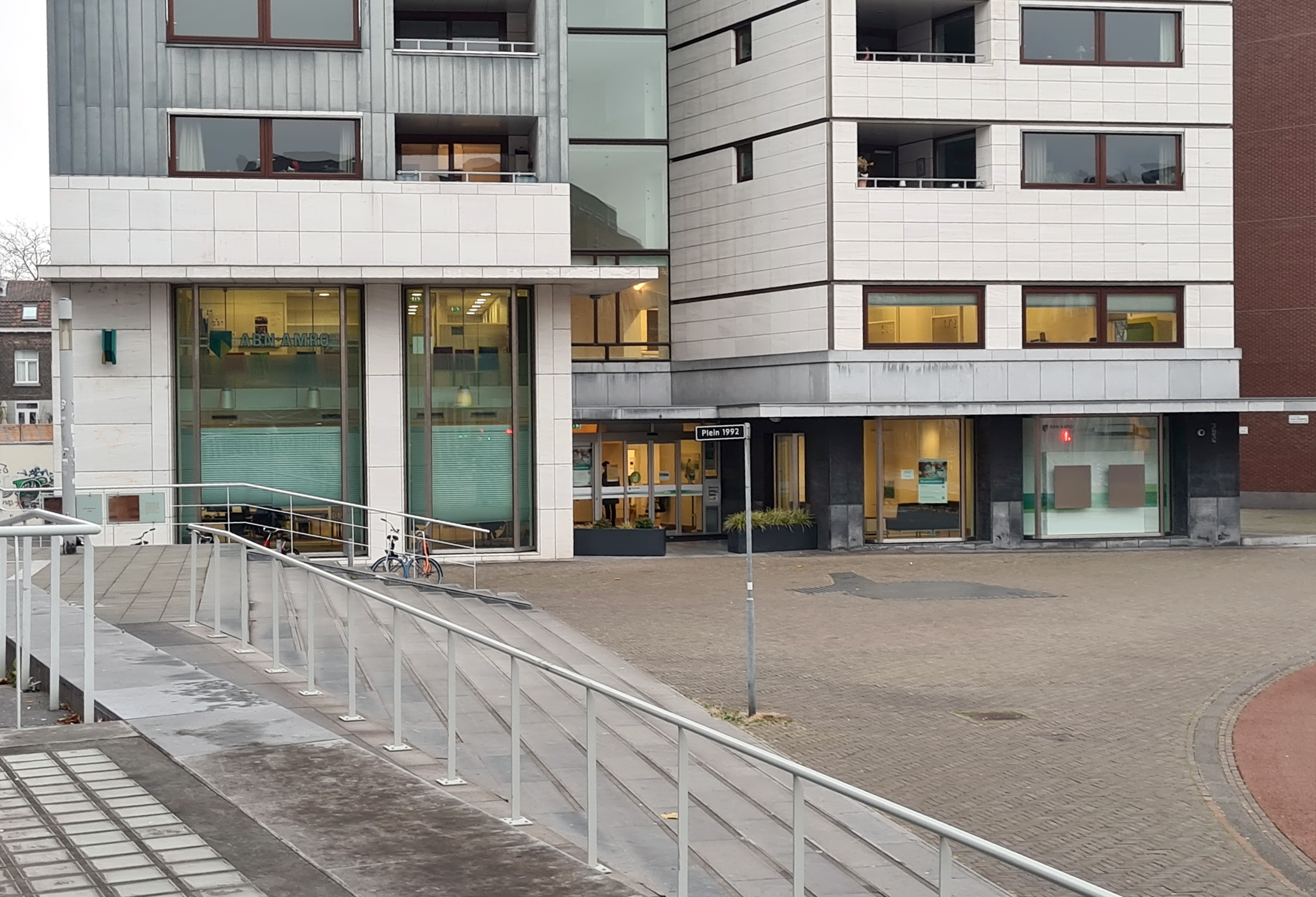
Openbare ruimte bij de toren en markering Parmabastion
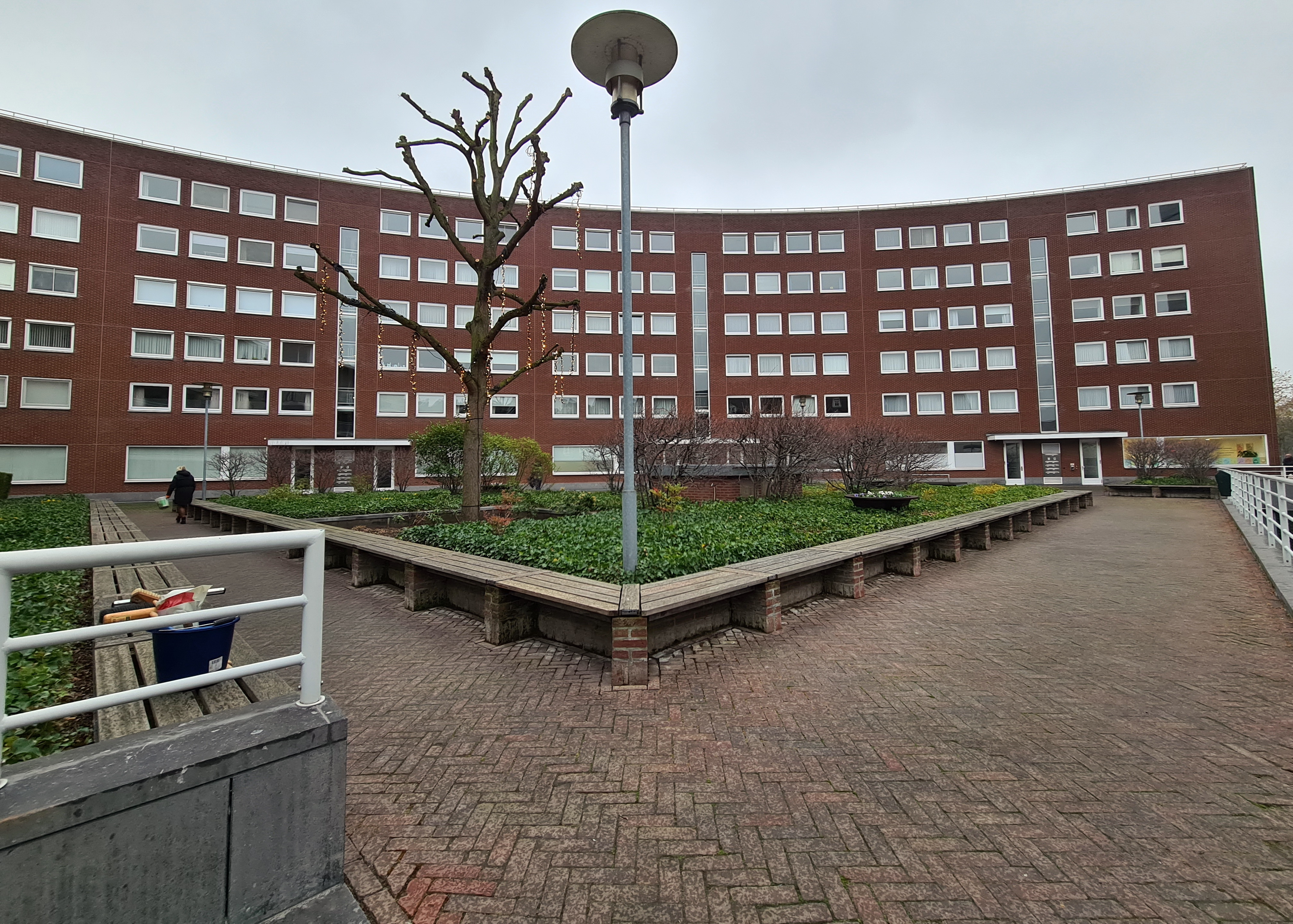
Openbare ruimte bij A Fachada en Arco Íris
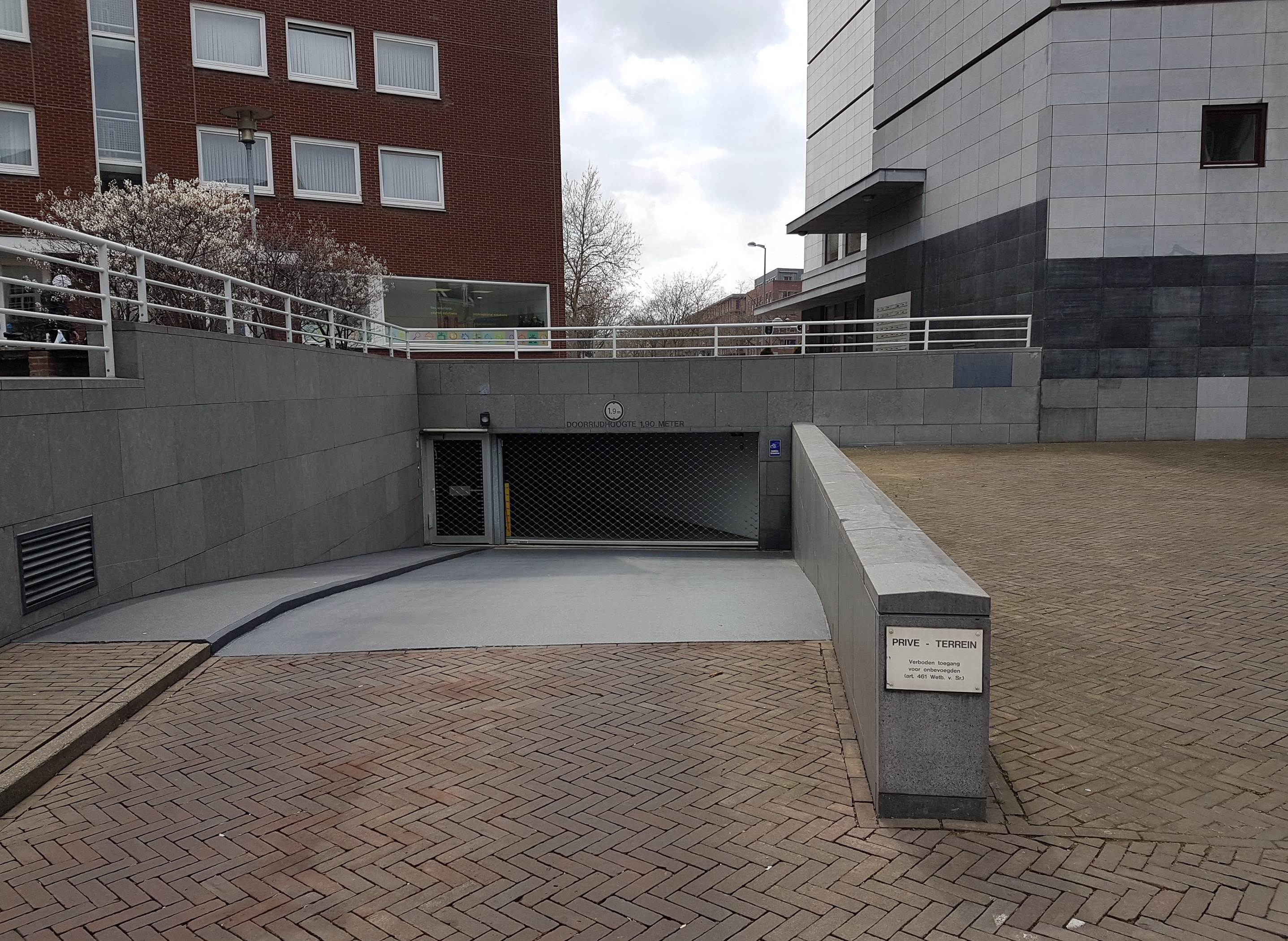
Parkeergarage Hoge Barakken
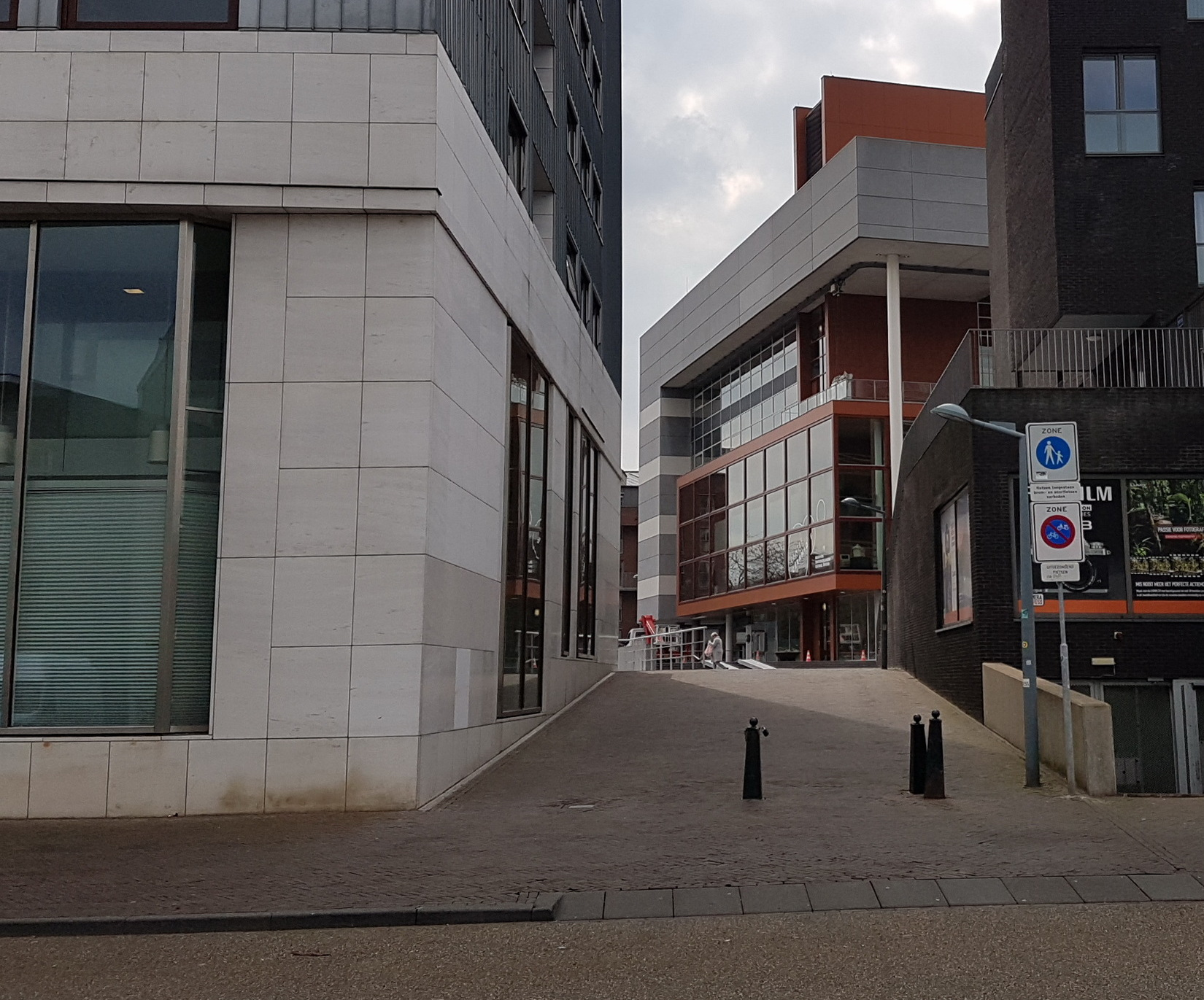
Doorgang naar Plein 1992

## Varia
- In de leeszaal van Centre Céramique staat op een raam dat uitzicht biedt op de Toren van Siza een gedicht van Frans Budé. Daarin wordt de Toren van Siza omschreven als "die ene zilveren toren, doorschijnend in de nacht".[14]
- In 2010/2011 organiseerde NAiM / Bureau Europa een expositie en manifestatie over het toen net voltooide Céramique. Onderdeel daarvan was 'Club Siza', waarbij het nagebootste, door Siza ontworpen penthouse in de torenflat centraal stond.[11]